# 政务院接收港九中国伪政府机构工作团
政务院接收港九中国伪政府机构工作团是1950年中华人民共和国中央人民政府政务院组建的接收在香港的中华民国资产的机构。团长冀朝鼎。

## 历史
1948年底國共三大战役開打，中华民国政府加紧将重要机构和物资撤退到台湾、香港等地。其中轉到香港的官僚资本企业有29个资产净值共约2.43亿港元。中共华南分局统战部长兼香港工委书记饶彰风（化名张枫）负责在港机构员工护产。
重點企業：
- 中国航空公司和中央航空公司共有飞机83架，员工2400余人。1949年11月9日，两航投共，总经理刘敬宜、陈卓林代表全体员工通电归附中央人民政府。[2]
- 招商局轮船公司香港分公司：1949年12月聚集在香港的船已达13艘，台湾招商局已不再放船出来了，且在经济上不断地向香港招商局施压，党组织计划多聚船只集体投共的目的已基本达到。12月12日，由汤传篪、陈天骏召集在港的13艘船的船长在香港思豪饭店以聚餐为名，僻室密议。众船长一致赞成投共，并秘密签名。当天签名的船长有：陈天骏、王俊山、左文渊、谷源松、朱颂才、罗秉球、蔡良、张事枧、杨惟成、周鸿印等船长。“成功”轮船长徐汉卿、“邓铿”轮船长刘维英表示贊成投共，但因家属在台湾不便签名。“海辰”轮1950年1月在日本投共开回青岛途中被出卖，向中華民國政府告发而被拦回台湾（1950年7月11日船长张丕烈和报务主任严敦华在台湾被处决）。1950年1月15日，香港招商局在汤传篪局长和陈天骏副局长领导下正式宣告投共，上午8时正，办公楼、码头、仓库和“蔡锷”“鸿章”“林森”“海汉”“海厦”“教仁”“中106”“民302”“民312”“海康”“登禹”“成功”“邓铿”13艘轮船換上五星旗。全体员工发表了《告被劫持在蒋管区的招商局兄弟书》和《香港招商公司滞留港各轮全体员工的启事》，宣布保产候命，听候中央人民政府派人接管。投共700多名船员、15艘轮船共计33,700载重吨。[3]
- 资源委员会贸易处：专门办理钨、锑、锡等矿产品外销的机构，1948年底由上海迁到香港。处长吴志翔。1949年11月14日，正式宣布投共，致电中央人民政府静候接收。毛泽东11月19日通电嘉奖。
- 资委会材料供应事务所：专门办理器材进口的。在香港设立。1949年11月14日，正式宣布投共，致电中央人民政府静候接收。[4]
- 中国银行香港分行：总经理郑铁如早在1949年中就联系共产党，并对如何保住多年积累的高达4,000多万港元的巨额资产作了周密安排。1950年1月9日郑铁如宣布投共，带领全体员工宣布接受北京总管理处领导。缅甸、印度、新加坡、巴基斯坦、印度尼西亚、马来西亚等国家的中国银行分支机构也随后致电宣布投共，接受总行领导。 [5]
- 交通银行：1950年1月18日发表投共通电。与国内总行建立隶属关系。
- 中国农民银行香港分行：1950年1月18日发表投共通电
- 福建省银行香港分行：在港总经理许显时和香港分行经理陈纮，在福州解放后即上书福建省人民政府主动要求接管，被中共华东局掌握。按照周恩来指示，以此创办香港南洋商业银行、私商名义的香港丰成贸易公司。陈纮被评为1950年第一届全国劳模。[6]
- 广东省银行：1950年1月18日发表投共通电
- 广西省银行香港分行： 1950年1月18日广西省银行总经理赵可任率领在港全体职员发表投共通电，将银行全部财产交给了共产党和人民政府。[7]赵可任接受广州市公安局长陈泊派梁侠与王车锐两人赴港指导，1950年2月该行附属航业公司的桂山、柱海两艘海轮（原为二战美军登陆艇）从澳门开到广州投共。
- 中央信托局香港分局：1950年1月18日发表投共通电
- 邮政储金汇业局香港分局：1950年1月18日发表投共通电
- 中国保险公司香港分公司：1950年1月18日发表投共通电

国民政府在港贸易机构共有5家
- 资委会国外贸易事务所：1949年11月14日，正式宣布投共，致电中央人民政府静候接收。[8]
- 中国纺织公司香港办事处：1949年9月13日投共
- 中央信托局易货处：1950年2、3月间，都已将财产移交有关部门
- 中国植物油料厂：朝鲜战争爆发后，10天之内，把轮船8艘、机器7000余件全部运回广州。
- 中国石油公司驻港代表处：1950年2、3月间，都已将财产移交有关部门

其它：
- 香港九龙海关：投共。1950年6月内驶的35艘缉私舰在内的价值554．8万港元的财产顺利接收。
- 粤汉路港九办事处：办事处主任陆以铭率员工投共后，广州铁路局即派员赴港，接管了日常工作以及在九龙尖沙嘴拥有的房地产。
- 交通部购运处：为国内铁路和桥梁建设购买器材。采取了秘密投共方式，1950年6月完成了全部七千余吨铁道交通器材的内运。

1950年1月6日，英国政府宣布承认中华人民共和国。1950年1月9日周恩来总理向驻港各机构员正发出“保护财产，待命接收”的命令。同时为加强领导接收工作，中央决定组织政务院接收港九中国伪政府机构工作团，由冀朝鼎任团长，张铁生任副团长。1950年1月底，工作团进抵广州，加入罗哲明、吴荻舟等人。1950年于4月1日，政务院将工作团改为政务院特派接收港九国民党政府机构专员办事处（简称“专办处”），专员龚饮冰（未到职），雷任民、张铁生为副专员。雷任民决定把原定的正式入港接收变为采取灵活方式进行接收。1950年6月初，周恩来复电表示同意新方针：
1. 条件好，能接收的，不声不响进行接收，将来补办手续。
2. 重要物资器材抢运回国。
3. 将来准备开展业务的，由国内上级机关派人协助开展业务，达到实际接收。
4. 条件不好，不能立即接收的，亦加紧联系。

1950年6月8日，中国人民银行决定由项克方、闵一民、庄世平、张锡荣（在香港开办宝生银号）、孙文敏5人组成专办处金融工作团（简称“金工团”）核心小组入港实际接收各行、局，总计接收9行局资财约5,240万港元。
1950年12月31日，专办处结束工作，返回北京，累计接收器材物资合港币2亿元，折合旧人民币约1万亿元或小米10亿斤。应接收财产中尚未收回的，主要是两航被冻结在香港的71架飞机和部分器材。投共机构的4,855名员工中，80％以上参加「新中国建设事业」，其中3,420人回内地工作，540人留港工作。成为新中国民航、交通、金融、外贸等各项事业的技术骨干与管理骨干。